# Jake Kaminski
Jake Kaminski (Buffalo, 11 agosto 1988) è un arciere statunitense, vincitore dell'argento olimpico nella gara a squadre ai Giochi di Londra 2012 e Rio de Janeiro 2016.

## Palmarès
- Giochi olimpici

Londra 2012: argento a squadre.
Rio de Janeiro 2016: argento a squadre.
- Mondiali

Belek 2013: oro a squadre.
- Mondiali indoor

Las Vegas 2011: oro a squadre e argento individuale.
- Giochi panamericani

Guadalajara 2011: oro a squadre.
- Campionati panamericani di tiro con l'arco

Guadalajara 2009: oro a squadre.